# Argentinië op de Olympische Zomerspelen 1992
Argentinië nam deel aan de Olympische Zomerspelen 1992 in Barcelona, Spanje. Het Zuid-Amerikaanse land won één bronzen medaille bij deze editie.

## Medaillewinnaars
| Sport  | Olympiër                        | Onderdeel      | Medaille |
| ------ | ------------------------------- | -------------- | -------- |
| Tennis | Javier Frana Christian Miniussi | dubbelspel (m) | Brons    |

## Deelnemers en resultaten per onderdeel

### Atletiek
| Olympiër          | Discipline             | Resultaat | Prestatie                                       |
| ----------------- | ---------------------- | --------- | ----------------------------------------------- |
| Antonio Silioa    | 5000m (m)              | DNS       | serie 2: niet gestart                           |
| Antonio Silioa    | 10000m (m)             | 18e       | serie 2: 8e in 28.31,02 finale: 18e in 28.55,20 |
| Marcelo Cascabelo | 3000m steeplechase (m) | 26e       | serie 3: 10e in 8.38,89                         |
| Andrés Charadia   | kogelslingeren (m)     | 19e       | kwalificatie groep A: 9e met 70,82m             |
|                   |                        |           |                                                 |
| Griselda González | 10000m (v)             | 36e       | serie 2: 20e in 34.09,42                        |

### Boksen
| Olympiër       | Discipline | Resultaat | Prestatie                                                                                           |
| -------------- | ---------- | --------- | --------------------------------------------------------------------------------------------------- |
| Remigio Molina | -54kg (m)  | 5e        | 1e ronde: W van ESP Vega: 14-4 2e ronde: W van MEX Calderón: 5-4 kwartfinale: V van MAR Achik: 5-15 |
| Jorge Maglione | -57kg (m)  | 17e       | 1e ronde: V van ALG Soltani                                                                         |
| Elio Ibarra    | -91kg (m)  | 17e       | 1e ronde: V van GER Teuchiert: 1-5                                                                  |

### Gewichtheffen
| Olympiër          | Discipline | Resultaat | Prestatie                                                         |
| ----------------- | ---------- | --------- | ----------------------------------------------------------------- |
| Gustavo Majauskas | -60kg (m)  | 24e       | trekken: 28e met 105 kg stoten: 16e met 145 kg totaal: 250 kg     |
| Marcelo Gandolfo  | -60kg (m)  | 26e       | trekken: 27e met 107,5 kg stoten: 25e met 135 kg totaal: 242,5 kg |

### Gymnastiek
| Olympiër         | Discipline               | Resultaat | Prestatie      |
| ---------------- | ------------------------ | --------- | -------------- |
| Isidro Ibarrondo | meerkamp individueel (m) | 87e       | 107,450 punten |
| Isidro Ibarrondo | vloer (m)                | 89e       | 17,950 punten  |
| Isidro Ibarrondo | paard met bogen (m)      | 91e       | 15,975 punten  |
| Isidro Ibarrondo | ring (m)                 | 86e       | 18,075 punten  |
| Isidro Ibarrondo | sprong (m)               | 79e       | 18,550 punten  |
| Isidro Ibarrondo | brug (m)                 | 85e       | 18,125 punten  |
| Isidro Ibarrondo | rekstok (m)              | 63e       | 18,775 punten  |
|                  |                          |           |                |
| Isidro Ibarrondo | meerkamp individueel (v) | 61e       | 76,586 punten  |
| Isidro Ibarrondo | vloer (v)                | 79e       | 19,262 punten  |
| Isidro Ibarrondo | sprong (v)               | 59e       | 18,925 punten  |
| Isidro Ibarrondo | brug (v)                 | 69e       | 19,050 punten  |
| Isidro Ibarrondo | balk (v)                 | 53e       | 19,350 punten  |
| Romina Plataroti | meerkamp individueel (v) | 59e       | 76,673 punten  |
| Romina Plataroti | vloer (v)                | 47e       | 19,512 punten  |
| Romina Plataroti | sprong (v)               | 50e       | 19,050 punten  |
| Romina Plataroti | brug (v)                 | 63e       | 19,137 punten  |
| Romina Plataroti | balk (v)                 | 72e       | 18,974 punten  |

### Hockey
| Olympiër | Discipline | Resultaat | Prestatie |
| --- | ---------- | --------- | --- |
| Emanuel Roggero Marcelo Garraffo Adrián Mandarano Diego Allona Rodolfo Pérez Edgardo Pailos Fernando Falcheto Alejandro Siri Carlos Geneyro Gabriel Minadeo Fernando Ferrara Pablo Moreira Aldo Ayala Martín Sordelli Daniel Ruiz Pablo Lombi | mannen     | 11e       | groepsfase:5e V van Australië: 0-7 V van India: 0-1 W van Egypte: 1-0 V van Groot-Brittannië: 1-2 V van Duitsland: 0-1 9-12e plaats: V van Maleisië: 4-6 11-12e plaats: W van Egypte: 7-3 |

| Groep A |                  |             |             |             |             |            |            |            |        |
| #       | Land             | Wedstrijden | Wedstrijden | Wedstrijden | Wedstrijden | Doelpunten | Doelpunten | Doelpunten | Punten |
| #       | Land             | G           | W           | G           | V           | V          | T          | Saldo      | Punten |
| 1       | Australië        | 5           | 4           | 1           | 0           | 20         | 2          | +18        | 9      |
| 2       | Duitsland        | 5           | 4           | 1           | 0           | 16         | 4          | +12        | 9      |
| 3       | Groot-Brittannië | 5           | 3           | 0           | 2           | 7          | 10         | −3         | 6      |
| 4       | India            | 5           | 2           | 0           | 3           | 4          | 8          | −4         | 4      |
| 5       | Argentinië       | 5           | 1           | 0           | 4           | 3          | 12         | −9         | 2      |
| 6       | Egypte           | 5           | 0           | 0           | 5           | 4          | 18         | −14        | 0      |

| Ronde         | Datum     | Plaats     | Land | Score            | Land |
| ------------- | --------- | ---------- | ---- | ---------------- | ---- |
| Groepsfase    |           |            |      |                  |      |
| 26 juli       | Barcelona | Australië  | 7-0  | Argentinië       |      |
| 28 juli       | Barcelona | India      | 1-0  | Argentinië       |      |
| 30 juli       | Barcelona | Egypte     | 0-1  | Argentinië       |      |
| 1 augustus    | Barcelona | Argentinië | 1-2  | Groot-Brittannië |      |
| 3 augustus    | Barcelona | Duitsland  | 2-1  | Argentinië       |      |
| 9-12e plaats  |           |            |      |                  |      |
| 5 augustus    | Barcelona | Argentinië | 4-6  | Maleisië         |      |
| 11-12e plaats |           |            |      |                  |      |
| 7 augustus    | Barcelona | Argentinië | 7-3  | Egypte           |      |

### Judo
| Olympiër          | Discipline | Resultaat | Prestatie |
| ----------------- | ---------- | --------- | --- |
| Leonardo Salvucci | -60kg (m)  | 35e       | 1e ronde: V van IRL Gough |
| Francisco Morales | -65kg (m)  | 9e        | 1e ronde: W van SWE Häggkvist 2e ronde: W van GBR Freeman 3e ronde: W van URU Stefano kwartfinale: V van BRA Sampiao herkansingen: V van KOR Sang-Moon                    |
| Edgardo Antinori  | -71kg (m)  | 34e       | 1e ronde: V van AUT Haimberger |
| Gastón García     | -78kg (m)  | 13e       | 1e ronde: vrij 2e ronde: W van MAD Rakotomalala 3e ronde: V van JPN Yoshida herkansingen: V van LIB Saikaly                                                               |
| Sandro López      | -86kg (m)  | 17e       | 1e ronde: vrij 2e ronde: W van SEN Attye 3e ronde: V van SUI Kistler |
| Jorge Aguirre     | -95kg (m)  | 17e       | 1e ronde: W van CAN Roberga 2e ronde: W van SEN Sall 3e ronde: V van MGL Baljinnyam                                                                                       |
| Orlando Baccino   | +95kg (m)  | 21e       | 1e ronde: vrij 2e ronde: V van POL Kubacki |
|                   |            |           | |
| Carolina Mariani  | -48kg (v)  | 16e       | 1e ronde: vrij 2e ronde: V van FRA Nowak herkansingen: V van TUR Şenyurt                                                                                                  |
| Carolina Mariani  | -52kg (v)  | 7e        | 1e ronde: vrij 2e ronde: W van CUB Verdecia 3e ronde: W van FRA Berna kwartfinale: V van CHN Zhongyun herkansingen: W van BRA Bevilacqua herkansingen 2: V van GBR Rendle |
| Laura Martinel    | -66kg (v)  | 7e        | 1e ronde: vrij 2e ronde: V van GER Schreiber herkansingen: W van GUM Lum herkansingen 2: W van CAN Greaves herkansingen 3: V van FRA Lecat                                |

### Kanovaren
| Olympiër                                                                  | Discipline    | Resultaat | Prestatie                                                       |
| Slalom                                                                    | Slalom        | Slalom    | Slalom                                                          |
| ------------------------------------------------------------------------- | ------------- | --------- | --------------------------------------------------------------- |
| Juan Maricich                                                             | K-1 (m)       | 40e       | 1e ronde: 37e met 140,05 punten 2e ronde: 41e met 198,67 punten |
| Vlakwater                                                                 |               |           |                                                                 |
| Juan de la Cruz Labrin Fernando Chaparro                                  | K-2 500m (m)  | 26e       | serie 1: 5e in 1.41,77 herkansingen 3: 7e in 1.37,70            |
| Juan de la Cruz Labrin Cristian Maino José Luis Marello Fernando Chaparro | K-4 1000m (m) | 17e       | serie 1: 6e in 3.09,28 halve finale 1: 9e in 3.11,44            |

### Roeien
| Olympiër                                          | Discipline      | Resultaat | Prestatie                                                                          |
| ------------------------------------------------- | --------------- | --------- | ---------------------------------------------------------------------------------- |
| Sergio Fernández González                         | skiff (m)       | 6e        | serie 2: 1e in 6.59,14 halve finale 1: 1e in 6.53,40 finale: 6e in 7.15,53         |
| Max Holdo Guillermo Pfaab                         | dubbel-twee (m) | 17e       | serie 1: 3e in 7.05,49 herkansingen: 4e in 6.44,27 halve finale C/D: 1e in 6.41,39 |
| Marcelo Pieretti Gustavo Pacheco Andrés Seperizza | twee-met (m)    | 18e       | serie 3: 5e in 7.39,52 herkansingen: 5e in 7.32,70 halve finale C/D: 1e in 6.41,39 |

### Schermen
| Olympiër         | Discipline | Resultaat | Prestatie                                                                       |
| ---------------- | ---------- | --------- | ------------------------------------------------------------------------------- |
| Rafael di Tella  | degen (m)  | 41e       | 1e ronde groep 10: 5e met 3 overwinningen 2e ronde: V van GER Schmitt: 2-5, 0-5 |
| Alberto González | floret (m) | 50e       | 1e ronde groep 5: 6e met 1 overwinning                                          |
|                  |            |           |                                                                                 |
| Andrea Chiuchich | floret (v) | 40e       | 1e ronde groep 2: 6e met 1 overwinning                                          |
| Sandra Giancola  | floret (v) | 42e       | 1e ronde groep 5: 6e met 1 overwinning                                          |
| Yanina Iannuzzi  | floret (v) | 43e       | 1e ronde groep 6: 7e met 0 overwinningen                                        |

### Schietsport
| Olympiër           | Discipline                 | Resultaat | Prestatie                                                                            |
| ------------------ | -------------------------- | --------- | ------------------------------------------------------------------------------------ |
| Ricardo Rusticucci | 10m luchtgeweer (m)        | 44e       | kwalificatie: 560 punten: (90-93-94-90-97-96)                                        |
| Ricardo Rusticucci | 50m geweer 3 houdingen (m) | 42e       | kwalificatie: 1110 punten: (392-368-350)                                             |
| Ricardo Rusticucci | 50m geweer liggend (m)     | 31e       | kwalificatie: 591 punten: (100-99-99-99-99-95)                                       |
| Firmo Roberti      | skeet (m)                  | 10e       | kwalificatie: 6e met 148 punten: (25-25-23-25-25-25) halve finale: 10e met 49 punten |

### Schoonspringen
| Olympiër       | Discipline    | Resultaat | Prestatie                                                        |
| -------------- | ------------- | --------- | ---------------------------------------------------------------- |
| Karla Goltman  | 3m plank (v)  | 23e       | kwalificatie: 23e met 254,28 punten                              |
| Verónica Ribot | 3m plank (v)  | 10e       | kwalificatie: 9e met 282,54 punten finale: 10e met 447,42 punten |
| Verónica Ribot | 10m toren (v) | 8e        | kwalificatie: 9e met 292,26 punten finale: 8e met 384,03 punten  |

### Tafeltennis
| Olympiër                      | Discipline     | Resultaat | Prestatie                                                                                                  |
| ----------------------------- | -------------- | --------- | --- |
| Hae-Ja Kim                    | enkelspel (v)  | 33e       | 1e ronde groep O: 3e V van TCH Hrachova: 0-2 V van NED Hooman-Kloppenburg: 0-2 W van BRA Kosaka: 2-0       |
| Alejandra Gabaglio Hae-Ja Kim | dubbelspel (v) | 25e       | 1e ronde groep E: 4e V van HKG Po Wa/Tan Lui : 0-2 V van FRA Cuobat/Xiao Ming: 0-2 V van USA Gee/Hugh: 0-2 |

### Tennis
| Olympiër                        | Discipline     | Resultaat | Prestatie |
| ------------------------------- | -------------- | --------- | --- |
| Javier Frana                    | enkelspel (m)  | 17e       | 1e ronde: W van PER Arraya: 6-2, 6-0, 6-7(3), 6-7(3), 6-2 2e ronde: V van FRA Santoro: 6-4, 2-6, 1-6, 1-6 |
| Alberto Mancini                 | enkelspel (m)  | 33e       | 1e ronde: V van USA Chang: 1-6, 4-6, 6-3, 0-6 |
| Christian Miniussi              | enkelspel (m)  | 33e       | 1e ronde: V van FRA Santoro: 1-6, 6-7(3), 4-6 |
| Javier Frana Christian Miniussi | dubbelspel (m) | Brons     | 1e ronde: W van GBR Castle/Wilkinson: 6-4, 6-4, 7-6(1) 2e ronde: W van FRA Forget/Leconte: 4-6, 6-7(3), 6-4, 6-4, 6-3 kwartfinale: W van SUI Hlasek/Rosset: 2-6, 7-6(3), 3-6, 6-2, 6-2 halve finale: V van GER Becker/Dtich: 6-7(3), 2-6, 7-6(4), 6-2, 4-6 |
|                                 |                |           | |
| Florencia Labat                 | enkelspel (v)  | 33e       | 1e ronde: V van GER Rittner: 3-6, 3-6 |
| Mercedes Paz                    | enkelspel (v)  | 33e       | 1e ronde: V van POL Basuki: 1-6, 4-6 |
| Patricia Tarabini               | enkelspel (v)  | 17e       | 1e ronde: W van RSA de Swardt: 6-4, 6-2 2e ronde: V van USA Capriati: 4-6, 1-6 |
| Mercedes Paz Patricia Tarabini  | dubbelspel (v) | 5e        | 1e ronde: W van POL Feistel/Teodorowicz: 6-4, 4-6, 6-3 2e ronde: W van CHN Fang/Min: 6-0, 6-1 kwartfinale: V van EUN Meschi/Zverava: 2-6, 3-6 |

### Worstelen
| Olympiër    | Discipline               | Resultaat | Prestatie                                                               |
| ----------- | ------------------------ | --------- | ----------------------------------------------------------------------- |
| Diego Potap | -82kg Grieks-Romeins (m) | 24e       | voorronde groep A: 8e V van ROU Arghira: 0-10 V van SUI Martinetti: 5-0 |

### Wielersport
| Olympiër                                                     | Discipline                    | Resultaat | Prestatie |
| ------------------------------------------------------------ | ----------------------------- | --------- | --- |
| José Lovito                                                  | sprint (m)                    | 6e        | kwalificatieronde: 13e in 11,024 2e ronde: W van ITA Chiappa/ BAR Alleyne in 11,338 3e ronde: 3e herkansingen 3e ronde: W van LAT Kiksis in 11,266 kwartfinale: V van AUS Neiwand |
| Hernán López                                                 | individuele achtervolging (m) | DNF       | kwalificatie: gedubbeld |
| Ángel Colla Gustavo Guglielmone Carlos Pérez Fabio Placanica | ploegenachtervolging (m)      | 17e       | kwalificatie: 17e in 4.33,860 |
| Ángel Colla                                                  | tijdrit (m)                   | 22e       | 1.08,267 |
| Erminio Suárez                                               | puntenkoers (m)               | 16e       | kwalificatie: 12e op 1 ronde (11 punten) finale: 16e (10 punten) |

### Zeilen
| Olympiër                       | Discipline        | Resultaat | Prestatie                                     |
| ------------------------------ | ----------------- | --------- | --------------------------------------------- |
| Carlos Espínola                | lechner A-390 (m) | 24e       | 236 punten: (17-22-22-DSQ--14-23-20-12-26-26) |
| Mariano Castro Gustavo Warburg | 470 (m)           | 29e       | 162 punten: (28-16-26-33--22-9-25)            |
| Alberto Zanetti Carlos Gabutti | star (m)          | 23e       | 143 punten: (DSQ--21-20-23-21-13-9)           |
|                                |                   |           |                                               |
| María Espínola                 | lechner A-390 (v) | 18e       | 194,7 punten: (18-19-17-13-6-18-18-19-13-DSQ) |
| Gisela Williams                | europe A-390 (v)  | 17e       | 114 punten: (14-7-19-17-23-10-11)             |

### Zwemmen
| Olympiër         | Discipline           | Resultaat | Prestatie                  |
| ---------------- | -------------------- | --------- | -------------------------- |
| Sebastián Lasave | 100m vrije slag (m)  | 49e       | serie 5: 7e in 53,07       |
| Andrés Minelli   | 1500m vrije slag (m) | 18e       | serie 2: 7e in 15.44,55    |
| Sebastián Lasave | 100m rugslag (m)     | 35e       | serie 3: 4e in 58,22       |
| Pablo Minelli    | 100m schoolslag (m)  | DSQ       | serie 4: gediskwalificeerd |
| Pablo Minelli    | 200m schoolslag (m)  | 24e       | serie 4: 2e in 2.18,70     |
| Andrés Minelli   | 400m wisselslag (m)  | 26e       | serie 3: 6e in 4.33,41     |

Albanië · Algerije · Amerikaanse Maagdeneilanden · Amerikaans-Samoa · Andorra · Angola · Antigua en Barbuda · Argentinië · Aruba · Australië · Bahama's · Bahrein · Bangladesh · Barbados · België · Belize · Benin · Bermuda · Bhutan · Bolivia · Bosnië en Herzegovina · Botswana · Brazilië · Britse Maagdeneilanden · Bulgarije · Burkina Faso · Canada · Centraal-Afrikaanse Republiek · Chili · China · Chinees Taipei · Colombia · Congo-Brazzaville · Cookeilanden · Costa Rica · Cuba · Cyprus · Denemarken · Djibouti · Dominicaanse Republiek · Duitsland · Ecuador · Egypte · El Salvador · Equatoriaal-Guinea · Estland · Ethiopië · Fiji · Filipijnen · Finland · Frankrijk · Gabon · Gambia · Gezamenlijk team · Ghana · Grenada · Griekenland · Groot-Brittannië · Guam · Guatemala · Guinee · Guyana · Haïti · Honduras · Hongarije · Hongkong · Ierland · IJsland · India · Indonesië · Irak · Iran · Israël · Italië · Ivoorkust · Jamaica · Japan · Jemen · Jordanië · Kaaimaneilanden · Kameroen · Kenia · Koeweit · Kroatië · Laos · Lesotho · Letland · Libanon · Libië · Liechtenstein · Litouwen · Luxemburg · Madagaskar · Malawi · Malediven · Maleisië · Mali · Malta · Marokko · Mauritanië · Mauritius · Mexico · Monaco · Mongolië · Mozambique · Myanmar · Namibië · Nederland · Nederlandse Antillen · Nepal · Nicaragua · Nieuw-Zeeland · Niger · Nigeria · Noord-Korea · Noorwegen · Oeganda · Oman · Oostenrijk · Pakistan · Panama · Papoea-Nieuw-Guinea · Paraguay · Peru · Polen · Portugal · Puerto Rico · Qatar · Roemenië · Rwanda · Saint Vincent‑Grenadines · Salomonseilanden · Samoa · San Marino · Saoedi-Arabië · Senegal · Seychellen · Sierra Leone · Singapore · Slovenië · Soedan · Spanje · Sri Lanka · Suriname · Swaziland · Syrië · Tanzania · Thailand · Togo · Tonga · Trinidad en Tobago · Tsjaad · Tsjecho-Slowakije · Tunesië · Turkije · Uruguay · Vanuatu · Venezuela · Verenigde Arabische Emiraten · Verenigde Staten · Vietnam · Zaïre · Zambia · Zimbabwe · Zuid-Afrika · Zuid-Korea · Zweden · Zwitserland · Onafhankelijke olympische deelnemers